# Blodgildet i Roskilde
 Der er for få eller ingen kildehenvisninger i denne artikel, hvilket er et problem. Du kan hjælpe ved at angive troværdige kilder til de påstande, som fremføres i artiklen.

Blodgildet i Roskilde var en begivenhed under den danske borgerkrig 1146-1157. Det skulle være en forsoningsfest 9. august 1157 mellem de tre bejlere til kongemagten i Danmark: Svend 3. Grathe (Skånes konge), Knud 5. (Sjællands konge) og Valdemar 1. den Store (Jyllands konge). Gildet blev holdt i Knuds kongsgård i Roskilde.
Svend havde ifølge Saxo planlagt mord på sine rivaler og lod sine mænd overfalde dem. Knud blev dræbt, og Valdemar blev hårdt såret i låret, men det lykkedes Valdemar med hjælp fra sin fosterbroder Esbern Snare at flygte til Jylland sammen med sin anden fosterbroder Absalon.
Kort efter det mislykkede attentatforsøg trak Svend op gennem Jylland med sin skånsk-sjællandske hær mod Valdemars jydehær. Ved det endelige slag på Grathe Hede besejrede Valdemars hær angriberne, og Svend blev dræbt. Valdemar kunne herefter erklære sig som enekonge over de tre landsdele.

## Ekstern henvisning
- Roskildes historie: Blodgildet
- Den Store Danske om Blodgildet